# Monterrein
Monterrein (en bretón Mousterrin) era una comuna francesa, situada en el departamento de Morbihan, de la en la región de Bretaña, que el 1 de enero de 2019 fusionó con Ploërmel.

## Demografía
| 320 | 328 | 366 | 333 | 298 | 308 | 352 | 392 |
| Para los censos de 1962 a 1999 la población legal corresponde a la población sin duplicidades (Fuente: INSEE [Consultar]) |     |     |     |     |     |     |     |